# Opel Astra V8 Coupé
Das Opel Astra V8 Coupé ist ein Prototyp-Rennwagen der Adam Opel AG, der zur ausschließlichen Verwendung in der DTM konstruiert wurde und dort von 2000 bis 2003 gegen den Abt-Audi TT-R und den Mercedes CLK antrat. Der Astra war das erste Modell von Opel für das neue Deutsche Tourenwagen Masters.

## DTM

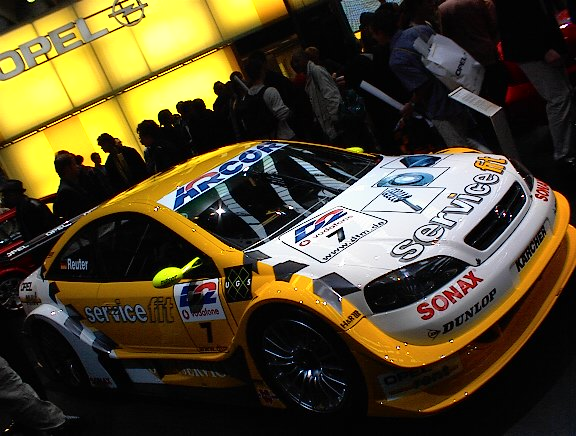
Das Astra V8 Coupé für die DTM-Saison 2001 auf der IAA 2001

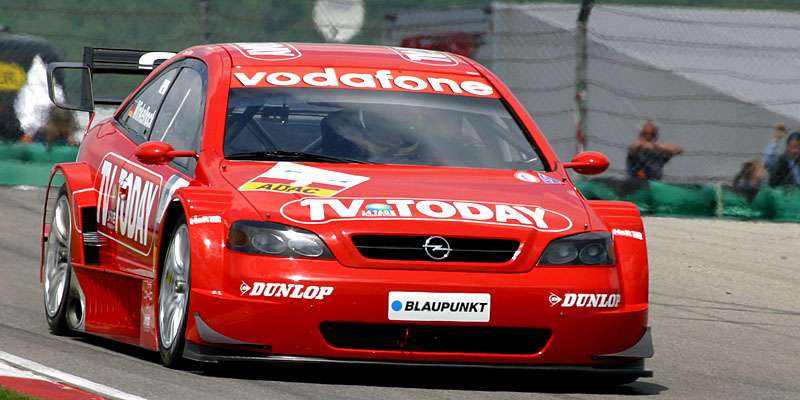
Das Astra V8 Coupé für die DTM-Saison 2002 mit den seitlich vom Heckflügel befindlichen „Ohren“

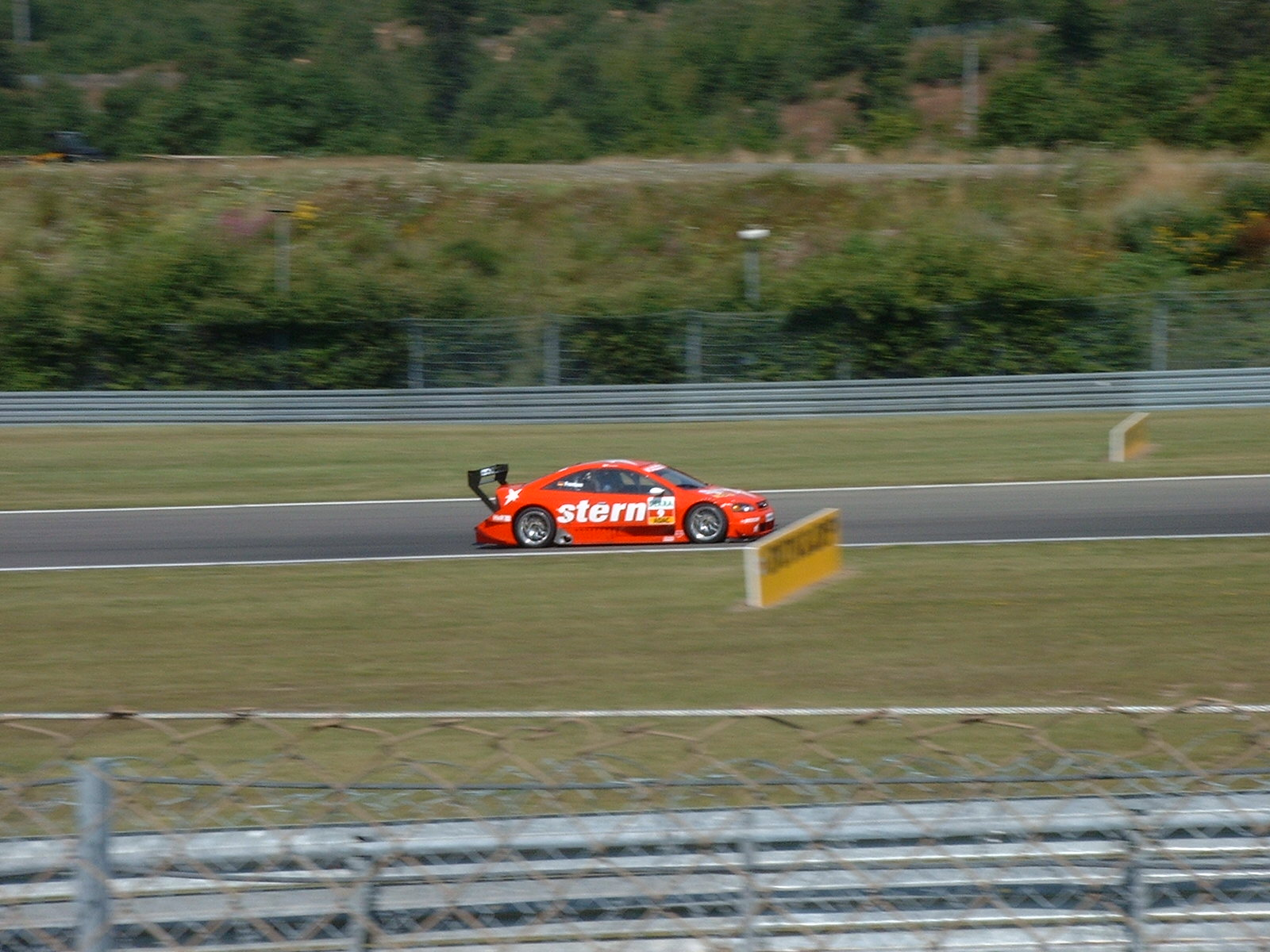
Das Astra V8 Coupé für die DTM-Saison 2003

Schon 1998 zeigte Opel auf der Essen Motor Show einen DTM-Tourenwagen auf Basis des Opel Astra Coupé, der die Entwicklung im deutschen Tourenwagensports erkennen ließ. Im Jahr 2000 präsentierte Opel das Astra-Coupé für die DTM-Saison 2000. Diese Saison war mit acht Laufsiegen und der Vizemeisterschaft für Manuel Reuter die erfolgreichste für das Astra-Coupé. In den darauf folgenden Jahren war der Astra in der DTM nicht mehr siegfähig.
In der DTM-Saison 2001 war es zulässig, reglementbedingt den Radstand zu vergrößern und vom Serien-Radstand abzuweichen. Außerdem durfte in dieser Saison der Heckflügel weiter hinter dem Auto positioniert werden. Opel baute eine komplette Neuentwicklung des Astras auf mit viel komplizierter Technik, die die Teams aber überforderte.
Opel nutzte in der DTM-Saison 2002 eine Lücke im Reglement aus: An dem beim Saisonauftakt in Hockenheim präsentierten neuen doppelstöckigen Einheitsheckflügel gab es seitlich zwei „Ohren“. Deklariert wurden diese aerodynamischen Hilfen aber als Heckflügelhalter. Trotzdem konnte Opel in dieser Saison nur wenig überzeugen; das beste Resultat war ein dritter Platz am Sachsenring von Alain Menu.
Die Aerodynamik der Fahrzeuge wurde in der DTM-Saison 2003 nochmals angeglichen. So wurden Opel wieder einige Zugeständnisse gemacht, die „Ohren“ allerdings verboten. Trotzdem war Opel nur wenig konkurrenzfähig. Akzente setzen konnte aber immer wieder der von Mercedes-Benz kommende Peter Dumbreck, der auf dem EuroSpeedway Lausitz sogar einen zweiten Platz erreichte. Zwar holte Timo Scheider in Zandvoort die Poleposition, doch nach einem missglückten Boxenstopp fiel er in Führung liegend aus.

## 24-Stunden-Rennen am Nürburgring

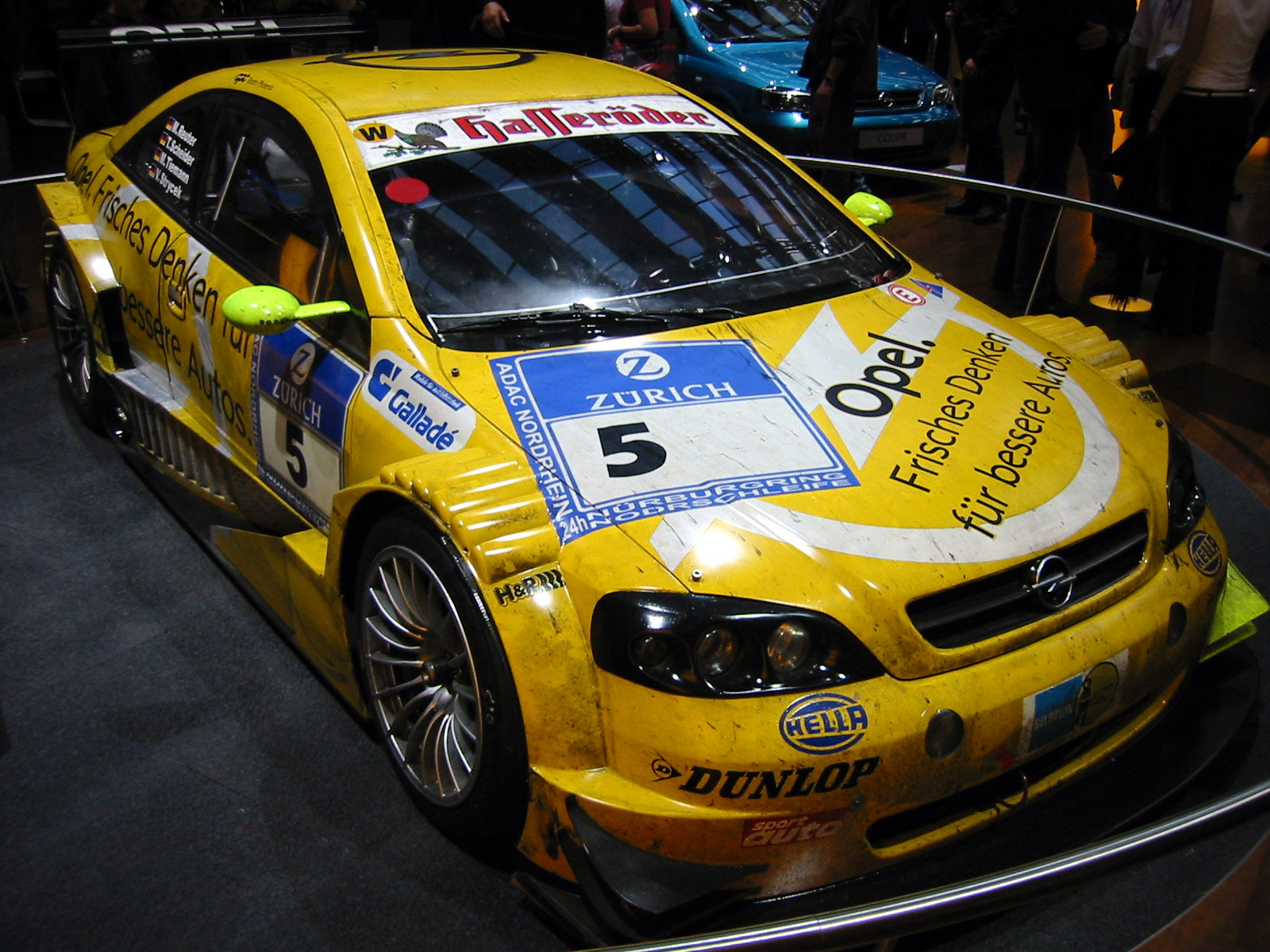
Gesamtsieger des 24-Stunden-Rennen auf dem Nürburgring 2003

Die Werksmannschaft von Opel startete mit ihren Einsatzteam von Phoenix im Jahr 2003 mit einem leicht modifizierten Vorjahres-DTM-Fahrzeug beim 24-Stunden-Rennen am Nürburgring. Schon zuvor testete man den Astra auf der Nordschleife im Rahmen von Rennen der VLN. Beim 24-Stunden-Rennen trat man dann unter anderem auch gegen die Werksmannschaften von Audi (die mit dem TT-R ebenfalls ein DTM-Auto einsetzten) und BMW im Kampf um den Gesamtsieg an. Nach 24 Stunden feierte das in der DTM erfolglose Opel-Team einen souveränen Sieg. Im darauffolgenden Jahr versuchte Opel, den Sieg zu verteidigen. Während man in der DTM mittlerweile auf den Opel Vectra GTS V8 gewechselt war, trat man auf der Nordschleife weiterhin mit einem modifizierten DTM-Astra des Jahrgangs 2003 an. Jedoch konnte man an den Vorjahreserfolg nicht anknüpfen. In der Qualifikation zum 24h-Rennen 2004 fuhr das OPC Team Phoenix zwar noch auf den zweiten Startplatz. Im Rennen erzielte man die schnellste Rennrunde. Insgesamt gelang dem Team aber nur der zehnte Gesamtrang. Damit endete das Werksengagement von Opel beim 24-Stunden-Rennen am Nürburgring.

## Sonstige Einsätze
Die modifizierten Astras für die Nordschleife gingen in private Hände über. So fuhr das Team Schall einige Jahre mit dem Astra V8 Coupé im Rahmen der VLN. Andere Astras aus der DTM werden auch immer noch bei Bergrennen eingesetzt.
Der 2003er Astra V8 Coupe von Peter Dumbreck wird im Jahr 2022 regelmäßig von Tim Schrick und Klaus Hoffmann im DTM Classic Cup eingesetzt.

## Opel Astra OPC X-treme

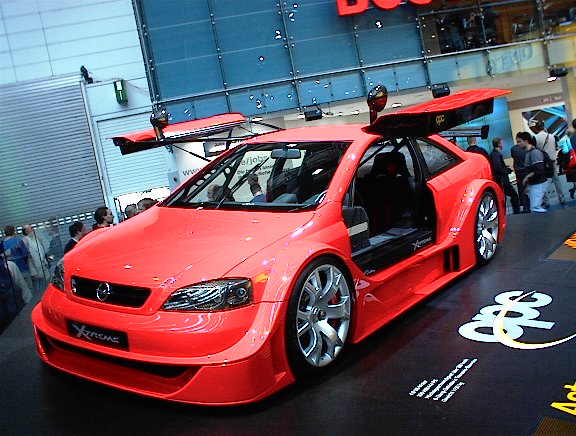
Der Astra OPC X-treme auf der IAA 2001

Opel präsentierte auf Basis der 2000er DTM-Version des Opel Astras eine zivile Version für den Straßenverkehr unter dem Namen Opel Astra OPC X-treme. Der Motor hatte eine Leistung von 444 PS und 530 Nm. Trotz mehrerer Kundenanfragen kam es nie zu einer Kleinserienfertigung dieses Fahrzeugs.